# Сухотин, Павел Сергеевич
Павел Сергеевич Сухотин (3 (15) апреля 1884, Тульская губерния, Российская империя — 29 ноября 1935, Москва, РСФСР) — русский поэт, прозаик и драматург.

## Биография
Родился в семье мелкопоместного дворянина, отставного пехотного капитана, в селе Паринцево, Чернского уезда, Тульской губернии. После смерти родителей (1890) вместе с двумя сёстрами воспитывался у дальней родственницы.
В 1893 году принят пансионером в Лазаревский институт восточных языков, несколько раз оставался на второй год. В 1905 году выбыл по прошению. В 1906 году сдал экзамены за гимназический курс и поступил на естественное отделение физико-математического факультета Московского университета. Находился под надзором полиции. В 1908 году перешёл на юридический факультет. В 1912 году выслан в Углич как неблагонадёжный, отчислен из университета за неуплату.
Первые стихи напечатаны в 1906 году. В 1909 г. выпустил первую книгу стихов. На его творчество оказали влияние А. А. Блок, И. А. Бунин, Г. И. Успенский и А. А. Григорьев.
В 1914 году снял имение Мишенское в Одоевском уезде, где прожил с семьёй до окончания Гражданской войны. В 1917—1925 годах был землеробом, мельником, кооператором, заведующим отделом народного образования в г. Одоеве, корректором, актёром, фельетонистом, служащим музея.
Умер в 1935 году. Похоронен на Новодевичьем кладбище.

### Семья
- Первая жена — Клавдия Григорьевна Кондратьева
  - Дочь Наталья (1914—1919)
- Вторая жена — Марина Алексеевна Максимова (ум. 1941), художник-декоратор, дочь городского головы города Севастополя 1901—1908 гг. Алексея Андреевича Максимова.

### Стихотворения
- Астры: Поэмы отошедшему. — М. : Т-во тип. А. И. Мамонтова, 1909. — 64 с.
- Стихотворения. (Полынь). — М.: Изд. К. Ф. Некрасова, 1914. — [2], 112, II с.
- В черные дни: [Стихотворения]. — М.: З. И. Гржебин, 1922. — 144, [5] с.
- Глухая крапива. Стихотворения: Сб. 4-й. — М.: Изд. автора, 1925. — 67, [3] с.

### Проза
- Царская жемчужина: Сказка / Рис. А. Неручева. — М. : Т-во И. Д. Сытина, 1914. — 12 с: ил.
  - То же. — М. : Т-во И. Д. Сытина, 1916. — 12 с: ил.
- Горькая луковка: Сказка / Рис. Б. В. Зворыкина. — [М.] : Т-во И. Д. Сытина, [1915]. — [12] с.: ил.
- Сказка о гороховом царстве / Рис. А. Малыгина. — М.: К. Ф. Некрасов, [1915]. — 16 с.: ил.
- Дурочка; Федоркин ветер; Татарин: [Рассказы]. — М. : Творчество, 1918. — 32 с.
- Календарик: Сказки и побаски / Рис. Н. И. Волосатикова; обл. А. Рыбникова. — Берлин; Пб.: З. И. Гржебин, 1923. — [2], 117 с.: ил.
- Горошина: Сказка / Худ. З. Головнёв. — М.: Земля и фабрика, 1924. — 17 с: ил.
- Семипудовый пшик: Сказка. — М.: Новая деревня, 1924. — 13 с.: ил. — (Библиотека по агропропаганде).
- Сказка о медведе / Ил. А. П. Могилевского. — М.: Земля и фабрика, 1924. — 27 с: ил.
- Сказка про зайца Ерошку / Рис. А. Рыбникова. — М.; Л.: Земля и фабрика, 1924. — 17 с.: ил.
- Лисьи норы: Повесть / Обл. А. Радакова. — М. : [газ. «Правда»], 1925. — 61 с.
- Вишни для компота: Роман. — М.; Л.: Гиз, 1927. — 129, [1] с.
- Куриная слепь: Рассказы / Обл. Н. М. Кирнарского. — Л.: Прибой, [1927]. — 297, [2] с.
- Игрушка: [Рассказы]. — М.: Акц. изд. о-во «Огонек», 1928. — 40 с. — (Библиотека «Огонек», № 347).
- Мара: Рассказы / Обл. Б. Титова. — М.: Федерация, 1930. — 126 с.
- Бальзак / Обл. Н. В. Ильина. — М.: Изд-во Жургазобъединения, 1934. — 368 с.: ил. — (Жизнь замечательных людей: сер. биогр.; вып. 13—14).

### Драматургия
- Поминки поэту: Сцены (Памяти Блока) / Рис. А. Рыбникова; грав. на дереве Ивана Павлова. — М.: Книгопечатник, 1922. — 31 с.
- Мужицкая быль: Пьеса в 5 д. — М.; Л.: Долой неграмотность, 1926. — 60, [1] с. — (Деревенский театр).
- Это будет: Пьеса в 5 д. 27 картинах / Обл. А. Ушина; ил. Т. Бруни. — Л.; М.: ГИХЛ, 1931. — 80 с. Совместно с А. Н. Толстым.
- Тень освободителя: В 4 актах. 39 эпизодов [по Щедрину]. — М.; Л.: ГИХЛ, 1932. — 91, [5] с.
- В людях: Пьеса. — [М.]: Изд. Цедрам, 1934. — 28 с.

### Переводы
- Вильсон Дж. Город чумы: Драматич. поэма в 3 актах / Пер. [с англ.] Ю. Верховского и П. Сухотина. — М.: Гослитиздат, 1938. — 176 с.

### Посмертные публикации
- Памяти Александра Блока; «Все чей-то голос шаловливый»; «На дворе и мороз, и луна»; «И опять эта мгла на полях и в саду»; «Верно знаю, тебе, богомолка»; «Когда на мутное бессонье» ; Кофе; «Нынче я с утра и стар, и бледен» : [стихи] / П. Сухотин // Одоевские рассветы : сб. стихотворений местных авторов (XIX—XX вв.). — Тула, 2001. — [Кн. 1]. — С. 24-30 : фото.
- Александру Блоку; «Опять брожу у речки малой»; «От просторов жадных некуда деваться»; «Спешу, на улицах безлюдно»; Памяти дочери; И. И. Б.; «Я хочу грустных песен» : [стихи] / П. Сухотин // Одоевские рассветы: сб. стихотворений местных авторов (XIX—XXI). — Тула, 2003. — Кн. 2. — С. 23-28 : портр.